# Кокуй (Забайкальский край)
Коку́й — посёлок городского типа в Сретенском районе Забайкальского края России, на левом берегу Шилки. Железнодорожная станция на ветке Куэнга — Сретенск. В посёлке был расположен Сретенский судостроительный завод.
Распоряжением Правительства РФ от 29 июля 2014 года № 1398-р «Об утверждении перечня моногородов» городское поселение «Кокуйское» включено в категорию «Монопрофильные муниципальные образования Российской Федерации (моногорода), в которых имеются риски ухудшения социально-экономического положения».

## История
Основан в начале XVIII века крестьянами, приписанными к Нерчинскому сереброплавильному заводу.
В XIX веке после реорганизаций губернатора Восточной Сибири Николая Муравьева-Амурского и других административно-территориальных реформ 1870-х годов Кокуй получает статус казачьего посёлка Сретенской станицы. Его население получает статус казачьего сословия.
Через Кокуй проходила важная дорога — Большой Сибирский (Московский) почтовый тракт. К 1893 году в Кокуе было 97 дворов с населением 512 человек. Жители в основном занимались земледелием, а некоторые занимались извозом. В посёлке в 1897 году на средства местных жителей была построена деревянная церковь Покрова Пресвятой Богородицы, где служил — сначала диаконом, а затем священником — Епифаний Кузнецов, в будущем епископ Селенгинский, викарий Забайкальской епархии, причисленный к лику святых Русской православной церкви в 2000 году.
К началу XX века наблюдался рост населения посёлка в связи с прокладкой железной дороги (Транссибирской магистрали) и основанием железнодорожного разъезда. Здесь разместились судостроительные филиалы и отделения Валенковского, Сормовского, Балтийского, Воткинского заводов, а также завод мостового железа.
Во время Русско-японской войны в 1904—1905 годах Кокуй стал важной перевалочной базой по снабжению русской армии в Маньчжурии. Были построены военные склады, обновлены пристани на реке, к которым были подведены железнодорожные пути.
Центральной улицей посёлка являлась Мысошная улица (ныне Ленина). На ней до 1940-х годов находились сельсовет (поссовет), почта, школа, поликлиника.
В 1935 году был пущен в строй Сретенский судостроительный завод, ставший градообразующим предприятием.
Статус посёлка городского типа — с 1938 года.

## Население
| 1902  | 1923  | 1959    | 1970    | 1979    | 1989  |
| ----- | ----- | ------- | ------- | ------- | ----- |
| 561   | ↗1046 | ↗10 043 | ↗11 021 | ↗11 570 | ↘9492 |
| 2002  | 2009  | 2010    | 2011    | 2012    | 2013  |
| ↘8119 | ↗8296 | ↘7179   | →7179   | ↗7265   | ↘7199 |
| 2014  | 2015  | 2016    | 2017    | 2018    | 2019  |
| ↘7166 | ↘7128 | ↘7009   | ↘6988   | ↘6946   | ↗7005 |
| 2020  | 2021  |         |         |         |       |
| ↘6896 | ↘5402 |         |         |         |       |

## Разное
Входит в Перечень населённых пунктов Забайкальского края, подверженных угрозе лесных пожаров

## Топографические карты
- Лист карты N-50-XXXIV. Масштаб: 1 : 200 000. Указать дату выпуска/состояния местности.